# Corpus des Inscriptions et Antiquités sud-arabes
Corpus des Inscriptions et Antiquités sud-arabes (Abgekürzt CIASA) ist eine Publikation zur Erschließung altsüdarabischer Inschriften. Sie wurde 1970 von der Kommission des Corpus Inscriptionum Semiticarum (CIS) unter dem Dach der Académie des Inscriptions et Belles-Lettres ins Leben gerufen.
Unter der Leitung der Archäologin Jacqueline Pirenne erschienen von 1977 bis 1986 sechs Bände, zur Erschließung neuer Funde wurde zur gleichen Zeit das Inventaire des inscriptions sudarabiques in Zusammenarbeit mit dem italienischen Istituto italiano per l’Africa e l’Oriente ins Leben gerufen.
Es erschienen:
- Bibliographie générale systématique, 1977
- Tables, 1977
- Tome I, Section 1, Inscriptions, 1977
- Tome I, Section 2, Antiquités, 1977
- Tome II. Le musée d’Aden. Fasc. 1, Inscriptions, 1986
- Tome II. Le musée d’Aden. Fasc. 2, Antiquités, 1986